# G.I. Bill

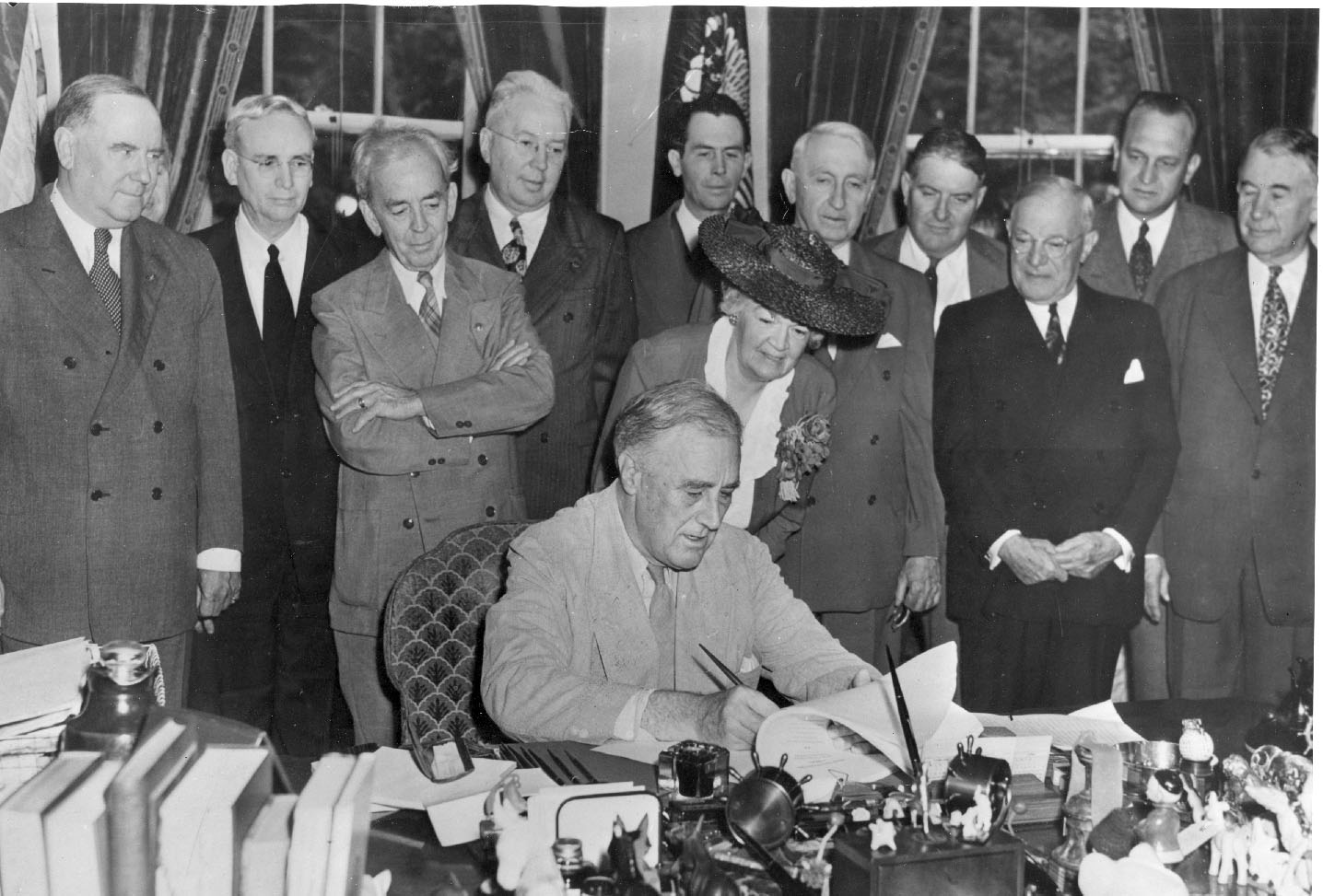
USA:s president Franklin D. Roosevelt undertecknar G.I. Bill 22 juni 1944.

Servicemen's Readjustment Act of 1944, även känt som G.I. Bill, var en amerikansk federal lag genom vilken miljontals amerikanska krigsveteraner från andra världskriget fick en rad förmåner, däribland möjligheter till universitetsstudier och omskolningsprogram.
Genom G.I. Bill fick krigsveteranerna från andra världskriget betydligt större möjligheter än veteranerna från första världskriget. Lagen anses också av historiker och ekonomer väsentligt ha bidragit till USA som kunskapsnation under efterkrigstiden och till den långsiktiga ekonomiska tillväxten. Lagen upphörde i sin ursprungliga form 1956. De förmåner för krigsveteraner som den amerikanska federala statsmakten sedan dess beslutat omnämns dock allmänt som uppdateringar till G.I. Bill.